# Kerteminde
Pour la commune à laquelle la ville donne son nom, voir Kerteminde (commune).
Kerteminde  est une ville du Danemark, chef-lieu d’une commune homonyme, dans la région du Danemark-du-Sud.

## Géographie
La ville de Kerteminde située à l'entrée d'un fjord dont le débouché sur la mer est très étroit, à peine une cinquantaine de mètres. Cette situation favorable a fait de Kerteminde un port de pêche dont l'activité est ancienne et fut autrefois très importante. Aujourd'hui, cette activité est toujours présente mais est supplantée par le tourisme.
La structure géographique de Kerteminde est un exemple de ville à fonction spécifique. Le débouché du fjord est le point névralgique de son organisation. On y trouve le port de pêche, ainsi qu'un centre de recherche marine proposant des visites interactives et ludiques. Juste à l'extérieur du fjord, une marina pour navires de plaisances complète le port de pêche. Au nord du débouché, les rues principales du centre ville mènent directement au fjord et sont donc parallèles à la plage. On y trouve des boutiques et des restaurants, ainsi que les principaux services et les administrations. En s'éloignant du centre, vers le nord comme le sud, on trouve une structure balnéaire typique : des plages bordées de villas sur plusieurs rangées.

## Personnalités liées à la commune
- Oliver Christensen (1999-), footballeur né à Kerteminde

## Jumelages
- Loksa (Estonie)
- Lempäälä (Finlande)
- Forsand (Norvège)
- Øvre Eiker (Norvège)
- North Berwick (Royaume-Uni)
- Ulricehamn (Suède)
- Rožnov pod Radhoštěm (Tchéquie)